# Польське національне агентство з питань академічного обміну
Польське національне агентство з питань академічного обміну (NAWA, польською : Narodowa Agencja Wymiany Akademickiej) - це польська установа, створена з метою організації двосторонніх обмінів студентами та вченими між Польщею та іншими країнами. 

## Правовий статус
Розпочинаючи з 1 жовтня 2017 року NAWA почала працювати та діяти згідно з Законом з 7 липня 2017 року (Збірка законів 2017 року, пункт номер 1530). 

## Завдання
NAWA надає можливість і польським, так і іноземним студентам, дослідникам та вищим навчальним закладам отримати стипендії та гранти у чотирьох різних сферах, з основним акцентом на: 
- програми для студентів
- програми для науковців
- програми для вищих навчальних закладів
- Програми вивчення польської мови

Також, установа поширює цікаву інформацію про польську систему освіти та науки. 
NAWA створила програму «Ready, Study, Go! Poland» (RSGP)  метою якої є поширення інформації про Польщу як перспективне місце здобуття вищої освіти та створення досліджень для бажаючих зі всього світу. Програма орієнтована на відвідування освітніх ярмарків, запуск вебсторінки go-poland та численні рекламні проекти. 

## Зовнішні посилання
- Вебсайт NAWA